# Чугунов, Александр Иванович (историк)
Алекса́ндр Ива́нович Чугуно́в (1929, Ульяновская область — 1993, Москва) — советский историк, доктор исторических наук, профессор.

## Биография
В 1950 году окончил военное училище, в 1950—1970 годах был на военной службе, также был лектором Политуправления пограничных войск.
В 1963 году окончил исторический факультет Казахского государственного университета, в 1966 году защитил кандидатскую диссертацию «Организация и деятельность органов народного контроля в Симбирской губернии : октябрь 1917—1923 гг.», в 1972 году — докторскую диссертацию на тему «Органы социалистического контроля РСФСР, 1923—1934».
В 1971—1976 годах был сотрудником КГБ, затем был главным редактором издательства «Наука» и директором издательства «Советская энциклопедия».
В 1979—1985 годах был заместителем директора ВНИИДАД, в 1985—1993 годах — директором ВНИИДАД.

## Основные работы
- Народный контроль в Симбирской губернии (1917—1923 гг.). — Саратов, Приволжское книжное издательство, 1966;
- Чугунов А. И. Органы социалистического контроля РСФСР. 1923–1934 гг.. — М.: Наука, 1972. — 472 с.
- Чугунов А. И. Становление и развитие социалистического контроля. — М.: Знание, 1974. — 64 с.
- Поляков Ю. А., Чугунов А. И. Конец басмачества. — М.: Наука, 1976. — 184 с. — (История нашей Родины). — 75 000 экз.;
- Чугунов А. И. Становление советской пограничной охраны. — М.: Знание, 1977. — 63 с.
- Чугунов А. И. Борьба на границе, 1917–1928. Из истории пограничных войск СССР. — М.: Мысль, 1980. — 183 с.
- Зевелев А. И., Поляков Ю. А., Чугунов А. И. Басмачество: возникновение, сущность, крах. — М.: Главная редакция восточной литературы изд-ва «Наука», 1981. — 244 с. — 10 000 экз.;
- Чугунов А. И. На страже советских рубежей (1929–1938): пограничные войска на страже советских рубежей, 1929–1938. — М.: Воениздат, 1981. — 272 с.
- Чугунов А. И. Граница накануне войны. Из истории пограничных войск, 1939 — 22 июня 1941. — М.: Воениздат, 1985. — 256 с.
- Чугунов А. И. Граница сражается. Пограничные войска в Великой Отечественной войне. — М.: Воениздат, 1989. — 284 с. — ISBN 5-203-00305-X.